# Ленгфорд (Британська Колумбія)
Ленгфорд (англ. Langford) — місто в Канаді, у провінції Британська Колумбія, у складі регіонального округу Кепітел.

## Населення
За даними перепису 2016 року, місто нараховувало 35342 особи, показавши зростання на 20,9 %, порівняно з 2011-м роком. Середня густина населення становила 885 осіб/км².
З офіційних мов обидвома одночасно володіли 2 475 жителів, тільки англійською — 32 535, тільки французькою — 20, а 155 — жодною з них. Усього 3260 осіб вважали рідною мовою не одну з офіційних, з них 10 — одну з корінних мов, а 40 — українську.
Працездатне населення становило 72,3 % усього населення, рівень безробіття — 5,3 % (5,3 % серед чоловіків та 5,3 % серед жінок). 88,3 % осіб були найманими працівниками, а 10,4 % — самозайнятими.
Середній дохід на особу становив $46 024 (медіана $40 014), при цьому для чоловіків — $54 735, а для жінок $37 914 (медіани — $48 824 та $33 650 відповідно).
32,9 % мешканців мали закінчену шкільну освіту, не мали закінченої шкільної освіти — 13,8 %, 53,3 % мали післяшкільну освіту, з яких 33,2 % мали диплом бакалавра, або вищий, 135 осіб мали вчений ступінь.
| Статево-вікова структура населення | Статево-вікова структура населення | Статево-вікова структура населення | Статево-вікова структура населення | Статево-вікова структура населення |
| ---------------------------------- | ---------------------------------- | ---------------------------------- | ---------------------------------- | ---------------------------------- |
|                                    |                                    |                                    |                                    |                                    |
| Всього                             | Всього                             | 48,8%51,2%                         |                                    |                                    |
| 0 — 14 років                       | 0 — 14 років                       |                                    | 18%                                | 18%                                |
| 15 — 64 років                      | 15 — 64 років                      |                                    | 69,6%                              | 69,6%                              |
| 65 і більше                        | 65 і більше                        |                                    | 12,4%                              | 12,4%                              |
| 85 і більше                        | 85 і більше                        |                                    | 1,4%                               | 1,4%                               |
| 100 і більше                       | 100 і більше                       |                                    | 0%                                 | 0%                                 |
| Середній вік (років)               | Середній вік (років)               | 37,739,4                           | 38,6                               | 38,6                               |
| Медіана (років)                    | Медіана (років)                    | 37,639,2                           | 38,3                               | 38,3                               |
| — чоловіки — жінки                 |                                    |                                    |                                    |                                    |

| Походження мешканців:     | Походження мешканців:     | Походження мешканців: | Походження мешканців: | Походження мешканців: |
| ------------------------- | ------------------------- | --------------------- | --------------------- | --------------------- |
| Походження                |                           |                       | осіб                  | %                     |
| Корінні американці        | Корінні американці        |                       | 2 525                 | 7.23%                 |
| Інше північноамериканське | Інше північноамериканське |                       | 11 365                | 32.55%                |
| Європейське               | Європейське               |                       | 27 275                | 78.11%                |
| британське                | британське                |                       | 20 770                | 59.48%                |
| французьке                | французьке                |                       | 4 100                 | 11.74%                |
| українське                | українське                |                       | 2 070                 | 5.93%                 |
| Латинськоамериканське     | Латинськоамериканське     |                       | 615                   | 1.76%                 |
| Карибське                 | Карибське                 |                       | 255                   | 0.73%                 |
| Африканське               | Африканське               |                       | 405                   | 1.16%                 |
| Азійське                  | Азійське                  |                       | 3 375                 | 9.66%                 |
| Океанійське               | Океанійське               |                       | 175                   | 0.5%                  |

| Зайнятість населення за галузями (за класифікацією NOC): | Зайнятість населення за галузями (за класифікацією NOC): | Зайнятість населення за галузями (за класифікацією NOC): | Зайнятість населення за галузями (за класифікацією NOC): | Зайнятість населення за галузями (за класифікацією NOC): |
| -------------------------------------------------------- | -------------------------------------------------------- | -------------------------------------------------------- | -------------------------------------------------------- | -------------------------------------------------------- |
|                                                          |                                                          |                                                          |                                                          |                                                          |
| Управління                                               | Управління                                               |                                                          | 11%                                                      | 11%                                                      |
| Бізнес, фінанси та адміністрування                       | Бізнес, фінанси та адміністрування                       |                                                          | 16,8%                                                    | 16,8%                                                    |
| Природничі та прикладні науки                            | Природничі та прикладні науки                            |                                                          | 6,2%                                                     | 6,2%                                                     |
| Охорона здоров'я                                         | Охорона здоров'я                                         |                                                          | 7,5%                                                     | 7,5%                                                     |
| Освіта, правозахист, муніципальні та урядові служби      | Освіта, правозахист, муніципальні та урядові служби      |                                                          | 13%                                                      | 13%                                                      |
| Мистецтво, культура, відпочинок та спорт                 | Мистецтво, культура, відпочинок та спорт                 |                                                          | 2,2%                                                     | 2,2%                                                     |
| Роздрібна торгівля та послуги                            | Роздрібна торгівля та послуги                            |                                                          | 25,1%                                                    | 25,1%                                                    |
| Гуртова торгівля, транспорт та обладнання                | Гуртова торгівля, транспорт та обладнання                |                                                          | 15,1%                                                    | 15,1%                                                    |
| Природні ресурси, сільське господарство                  | Природні ресурси, сільське господарство                  |                                                          | 1,6%                                                     | 1,6%                                                     |
| Виробництво                                              | Виробництво                                              |                                                          | 1,4%                                                     | 1,4%                                                     |

## Клімат
Середня річна температура становить 9,9 °C, середня максимальна — 20,5 °C, а середня мінімальна — -1,3 °C. Середня річна кількість опадів — 962 мм.
| Клімат поселення                              | Клімат поселення | Клімат поселення | Клімат поселення | Клімат поселення | Клімат поселення | Клімат поселення | Клімат поселення | Клімат поселення | Клімат поселення | Клімат поселення | Клімат поселення | Клімат поселення | Клімат поселення |
| Показник                                      | Січ.             | Лют.             | Бер.             | Квіт.            | Трав.            | Черв.            | Лип.             | Серп.            | Вер.             | Жовт.            | Лист.            | Груд.            |                  |
| Середній максимум, °C                         | 8,58             | 10,00            | 11,35            | 13,62            | 16,86            | 19,53            | 20,02            | 20,46            | 17,75            | 13,23            | 9,24             | 7,12             |                  |
| Середня температура, °C                       | 3,62             | 5,04             | 6,39             | 8,67             | 11,89            | 14,56            | 16,91            | 17,34            | 14,64            | 10,12            | 6,15             | 4,01             |                  |
| Середній мінімум, °C                          | −1,34            | 0,07             | 1,42             | 3,70             | 6,93             | 9,61             | 13,81            | 14,24            | 11,53            | 6,99             | 3,04             | 0,90             |                  |
| Норма опадів, мм                              | 155              | 108              | 86               | 57               | 36               | 28               | 19               | 26               | 35               | 89               | 164              | 159              |                  |
| Середньомісячна швидкість вітру, м/с          | 3.47             | 3.32             | 3.40             | 3.39             | 3.36             | 3.40             | 3.22             | 2.92             | 2.58             | 2.73             | 3.41             | 3.48             |                  |
| Середньомісячна сонячна радіація, кДж/м²·день | 3279             | 6133             | 9801             | 14655            | 18513            | 20026            | 21061            | 18035            | 13251            | 7124             | 3686             | 2609             |                  |
| --------------------------------------------- | ---------------- | ---------------- | ---------------- | ---------------- | ---------------- | ---------------- | ---------------- | ---------------- | ---------------- | ---------------- | ---------------- | ---------------- | ---------------- |
| Джерело:                                      |                  |                  |                  |                  |                  |                  |                  |                  |                  |                  |                  |                  |                  |